# الورقة الخضراء
الورقة الخضراء هي تقرير حكومي تجريبي ووثيقة تشاور حول السياسات المقترحة والمناقشات تستعمل في دول الاتحاد الأوروبي، ودول الكومنوولث وهونغ كونغ والولايات المتحدة. وتمثل الورقة الخضراء أفضل ما تقدمه الحكومة بخصوص مسألة ما، وتبقى غير ملزمة ودون تغيير معالمها الأساسية تترك القرار الأخير مفتوحا إلى أن تكون قادرة على النظر في ردة فعل العامة على ذلك المقترح المطروح للنقاش. وقد تؤثر الأوراق الخضراء على استخلاص الورقة البيضاء. وكلاهما يعدان من الوثائق الحكومية غير المنشورة التي تنتمي إلى ما يسمى بالأدب الرمادي.

## كندا
الورقة الخضراء في كندا هي كالورقة البيضاء وثيقة حكومية رسمية. وغالبا تمثل الورقة الخضراء بيانات أو تصريحات حول سياسات جرى تحديدها، لكنها تشمل المقترحات التي تعرض أمام الأمة بأكملها للمناقشة. ويتم إصدارها في بدايات عملية صنع القرار السياسي في حين لا تزال تكون المقترحات الوزارية قيد الصياغة.إن العديد من الأوراق البيضاء المعمول بها حاليا في كندا كانت في الأصل أوراقا خضراء. ويوجد على الاقل ورقة خضراء واحدة - عن الهجرة والتعداد السكاني عام 1975 -وضعت للنقاش العام بعد ان أصدرت الحكومة بالفعل التشريعات الخاصة بها.

## المملكة المتحدة
و بالمثل في المملكة المتحدة تعد الاوراق الخضراء وثائق تشاورية رسمية تعدها الحكومة للنقاش داخل البرلمان وخارجه مثلا عندما تفكر وزارة حكومية ما بتقديم قانون جديد.

## الاتحاد الأوروبي
الورقة الخضراء الصادرة عن المفوضية الأوروبية، هي وثقية نقاشية تهدف إلى تحفيز النقاش وإطلاق عملية التشاور، على المستوى الأوروبي حول موضوع معين. وعادة تمثل الورقة الخضراء مجموعة من الافكار وتهدف إلى دعوة الافراد أو المنظمات المهتمة للمساهمة في تقديم وجهات النظر والمعلومات وقد يتبعها صدور الورقة البيضاء مجموعة رسمية من المقترحات تستعمل كوسيلة لتطويرها إلى قانون ما.

## امثلة
*مناقشة سياسات الدفاع في أستراليا في ال2000م. وهي مراجعة رئيسة لسياسة الدفاع في أستراليا تمخض عنها ورقة بيضاء صدرت في كانون الأول عام 2000م. وقبل ذلك صدرت ورقة نقاشية في حزيران عام 2000 وهذه الورقة النقاشية كانت بطبيعتها معروفة بالورقة الخضراء (و يشار اليها أحيانا على هذا النحو).
*حقوق الطبع والنشر في اقتصاد. هدفت الورقة الخضراء للاتحاد الأوروبي عام 2008 حول حقوق النشر إلى تعزيز النقاش حول كيفية نشر المعرفة من أجل الأبحاث والعلوم والتعليم على أفضل وجه في فضاء الإنترنت. لقد كانت الورقة الخضراء التي نشرت في 16 تموز عام 2008 تهدف إلى عرض عدد من المشكلات التعلقة بدور حقوق الطبع والنشر في «اقتصاد المعرفة» وتهدف أيضا إلى بدء التشاور حول هذه القضايا. لقد طالب الاتحاد الأوروبي حينها بإجابات وتعليقات لتقديمها قبل 30 كانون الثاني 2008.
شاهد أيضا:
الملاحظات:
روابط مشتركة: